# A1 (Luxemburg)
De A1, ook wel Autoroute de Trèves (Lëtz.: Tréierer Autobunn) genoemd, is een autosnelweg in Luxemburg. De route heeft een lengte van ongeveer 37 kilometer. De route verbindt Luxemburg-stad met de Duitse grens bij Wasserbillig waar de weg over gaat in de Duitse A64.

## Route
De route begint bij Luxemburg-stad op het knooppunt Croix de Gasperich (A3/A6) als het verlengde van de A6. De route gaat vervolgens als een gedeeltelijke ring richting het noordoosten van de stad Luxemburg. Hier bevindt zich het Knooppunt Grünewald (A7). Tot aan dit knooppunt is de route door de tunnels Howald, Cents en over de brug Victor-Bodson-Bréck geweest.
Hierna gaat de A1 richting het noordoosten richting Wasserbillig. In de omgeving van Wasserbillig gaat de A1 over het Syre-viaduct en Sernigerbaach-viaduct. Na Wasserbillig steekt de A1 via de Sûredalbrug de rivier de Sûre en de Duitse grens over om verder te gaan richting Trier.

## Europese wegen
Tussen Croix de Gasperich (A3) en Jonction Grünewald (A7) maakt de E29 gebruik van de A1. De E44 maakt gebruik van de gehele A1-route.
A1 ·
A3 ·
A4 ·
A6 ·
A7 ·
A13
B-Wegen
B3 ·
B4 ·
B7 ·
B40